# NGC 807
NGC 807 ist eine Elliptische Galaxie vom Hubble-Typ E3 im Sternbild Dreieck am Nordsternhimmel. Sie ist schätzungsweise 218 Millionen Lichtjahre von der Milchstraße entfernt und hat einen Durchmesser von etwa 125.000 Lichtjahren.
Im selben Himmelsareal befinden sich unter anderem die Galaxien NGC 805,  PGC 7981, PGC 1858273, PGC 1863271.
Das Objekt wurde am 11. September 1784 von dem deutsch-britischen Astronomen Wilhelm Herschel entdeckt.

## NGC 807-Gruppe (LGG 43)
| Galaxie  | Alternativname | Entfernung/Mio. Lj |
| -------- | -------------- | ------------------ |
| NGC 807  | PGC 7934       | 218                |
| PGC 7888 | Mrk 365        | 235                |
| PGC 7902 | UGC 1565       | 215                |
| PGC 8013 | UGC 1590       | 223                |
| PGC 8019 | UGC 1591       | 221                |